# Seppe Vangindertael
Seppe Vangindertael (21 februari 2004) is een Belgisch basketballer.

## Carrière
Vangindertael speelde in de jeugd van Jets Basket Zaventem, BC Leuven en Bavi Vilvoorde. Bij Vilvoorde groeide hij door naar de eerste ploeg bij de derdeklasser. Hij speelde in het seizoen 2022/23 op dubbele licentie bij Brussels Basketball net zoals ploeggenoot Thibaut Tshienda-Baloji. In het seizoen 2023/24 speelde hij een seizoen voor GSG Aarschot. Hij keerde in 2024 terug naar Bavi Vilvoorde voor het seizoen 2024/25.